# Ullapool
Ullapool (en gaèlic escocès, Ullapul o Ulapul) és un petit poble de Ross and Cromarty, Highlands, Escòcia. A pesar de la seva petita mida, amb els seus 1300 habitants es tracta del poble més gran de la zona.
Fundat l'any 1788 com un port per la pesca de l'arengada, fou dissenyat per Thomas Telford, a la vora est de Loch Broom.
El port és encara el centre del poble, amb servei de port pesquer, per a iots i com a base per ferris a Stornoway, a les illes Hèbrides exteriors. Al poble hi ha un petit museu, un centre d'art, una piscina pública, camp de golf, serveis mèdics i una escola, així com diversos bars (pubs).
La població ha adquirit una certa reputació com a seu de festivals musicals a l'estiu.

## Referències

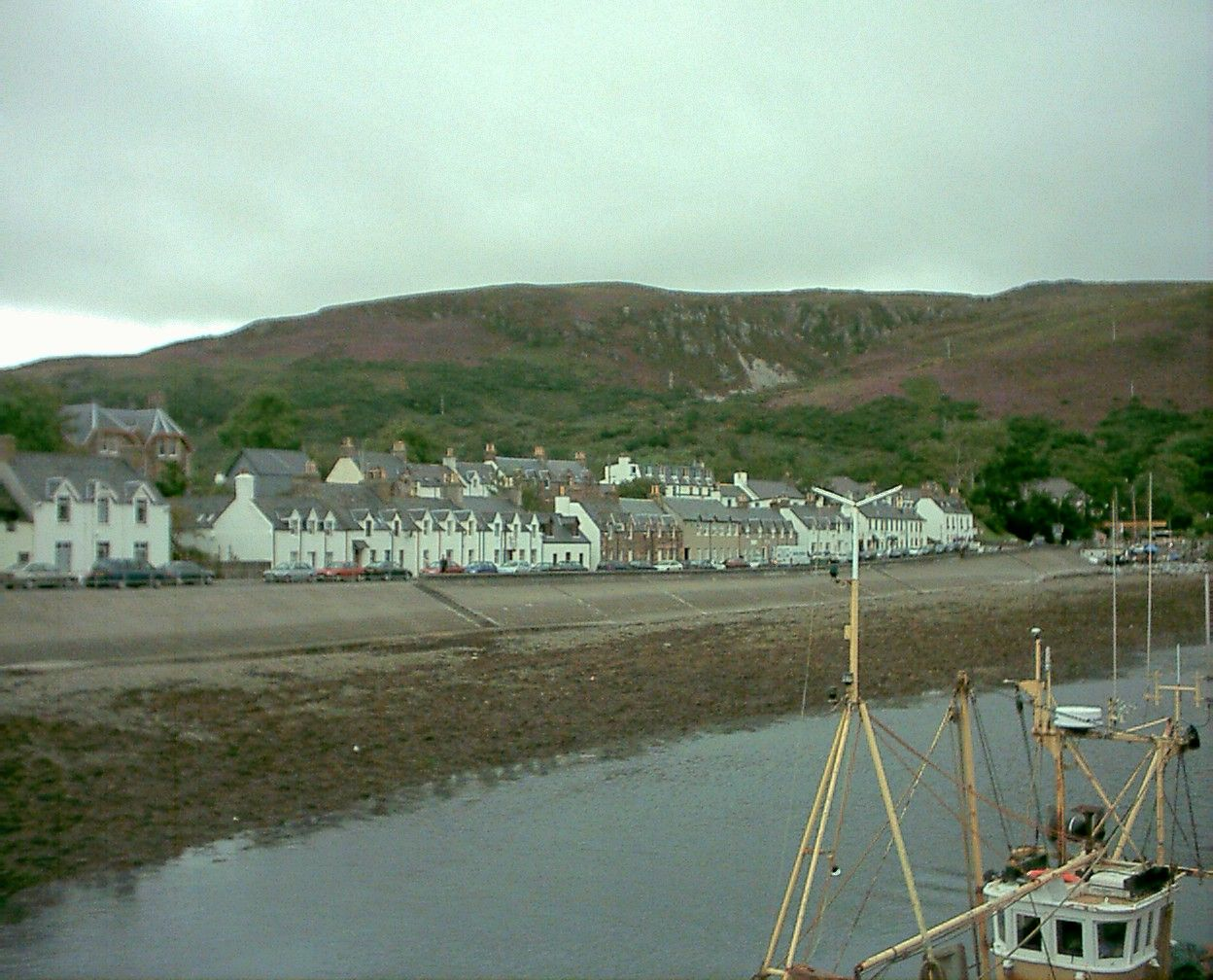
Ullapool